# Sais de Abraum
Sais de Abraum é o nome dado a um depósito misto de sais, incluindo halita (cloreto de sódio), carnallita e kieserita (sulfato de magnésio), encontrados em associação com sal-gema em Aschersleben-Staßfurt na Alemanha. O termo vem do alemão Abraumsalze, "sais de serem removidos".